# Língua pomo central
Pomo Central é uma língua pomo moribunda falada por apenas duas pessoas, no norte da Califórnia. Os falantes do pré-contato com os europeus foram estimados, pelo antropólogo americano Alfred Kroeber, em oito mil pessoas.
A língua pomo central era tradicionalmente falada desde o Russian River (Califórnia), a sudoeste do Clear Lake, até a costa do Pacífico. Havia assentamentos ao longo do Russian River (no sul do vale de Ukiah, no vale de Hopland e, mais ao sul, junto à linha do condado de Sonoma, na região costeira, em Manchester, Point Arena, na foz do rio Gualala e na região entre essas, no Anderson Valley).

Os sete idiomas pomoanos com indicação de sua distribuição pré-contato na Califórnia

Desde 2013, um projeto de transcrição de materiais linguísticos sobre o Pomo Central coletados por J.P. Harrington está em andamento.

## Fonologia
O inventário de  consoantesdo Pomo Central é idêntico ao das línguas Pomo Meridionais, porém, com algumas exceções.
O Central Pomo distingue as velares /k/, /kʰ/, /kʼ/ das uvulaes /q/, /qʰ/, /qʼ/. Não há africadas alveolares não-ejetivas (Exemplo: não existe o ts/ como um fonema) e não têm distinção de extensão, na forma de consoantes geminadas em raízes geminadas, como encontrado no Pomo Meridional.
| Bilabial    | Bilabial    | Bilabial    | Dental | Alveolar | Postalveolar | Palatal | Velar | Uvular | Glotal |   |
| ----------- | ----------- | ----------- | ------ | -------- | ------------ | ------- | ----- | ------ | ------ | - |
| Oclusiva    | Plana       | Plana       | b      |          | d            |         |       |        |        |   |
| Oclusiva    | Consoante   | Plana       | p      | t̪        | t̥            |         |       | k      | q      | ʔ |
| Oclusiva    | Consoante   | Aspirada    | pʰ     | t̪ʰ       | t̥ʰ           |         |       | kʰ     | qʰ     |   |
| Oclusiva    | Consoante   | Ejetiva     | pʼ     | t̪ʼ       | t̥ʼ           |         |       | kʼ     | qʼ     |   |
| Africada    | Africada    | Plana       |        |          | t͡s           | t͡ʃ      |       |        |        |   |
| Africada    | Africada    | Aspirada    |        |          |              | t͡ʃʰ     |       |        |        |   |
| Africada    | Africada    | Ejetiva     |        |          | t͡sʼ          | t͡ʃʼ     |       |        |        |   |
| Fricativa   | Fricativa   | Fricativa   |        |          | s            | ʃ       |       |        |        | h |
| Aproximante | Aproximante | Aproximante | w      |          | l            |         | j     |        |        |   |

|              | Anterior | Anterior | Posterior | Posterior |
| curta        | longa    | curta    | longa     |           |
| ------------ | -------- | -------- | --------- | --------- |
| Fechada      | i        | iː       | u         | uː        |
| Meio Fechada |          |          | o         | oː        |
| Meio aberta  | ɛ        | eː       |           |           |
| Aberta       | a        | aː       |           |           |

## Escrita
A língua Pomo Central usa o alfabeto latino numa forma sem as letras F, R, V, W, Z. Usam-se as formas consoantes adicionais Ch, Ch’, Kh, Kh’, Ph, P’, Q’ Qh, Sh, Th, Th’, T’, Ts, Ts’, ?
As 5 vogais podem ser curtas (simples) ou longas (duplas). Usam-se as formas Ay, Aw, Ey, Ew, Iy, Iw, Ou, Ow, Uy.